# (1649) Fabre
(1649) Fabre ist ein Asteroid des Hauptgürtels, der am 27. Februar 1951 vom französischen Astronomen Louis Boyer in Algier entdeckt wurde.
Benannt wurde der Asteroid nach dem französischen Astronomen Hervé Fabre.